# Kalušići
Kalušići (cyr. Калушићи) – wieś w Czarnogórze, w gminie Pljevlja. W 2011 roku liczyła 258 mieszkańców.